# Zone de gestion de la faune de Pomme de Terre
 (octobre 2024).

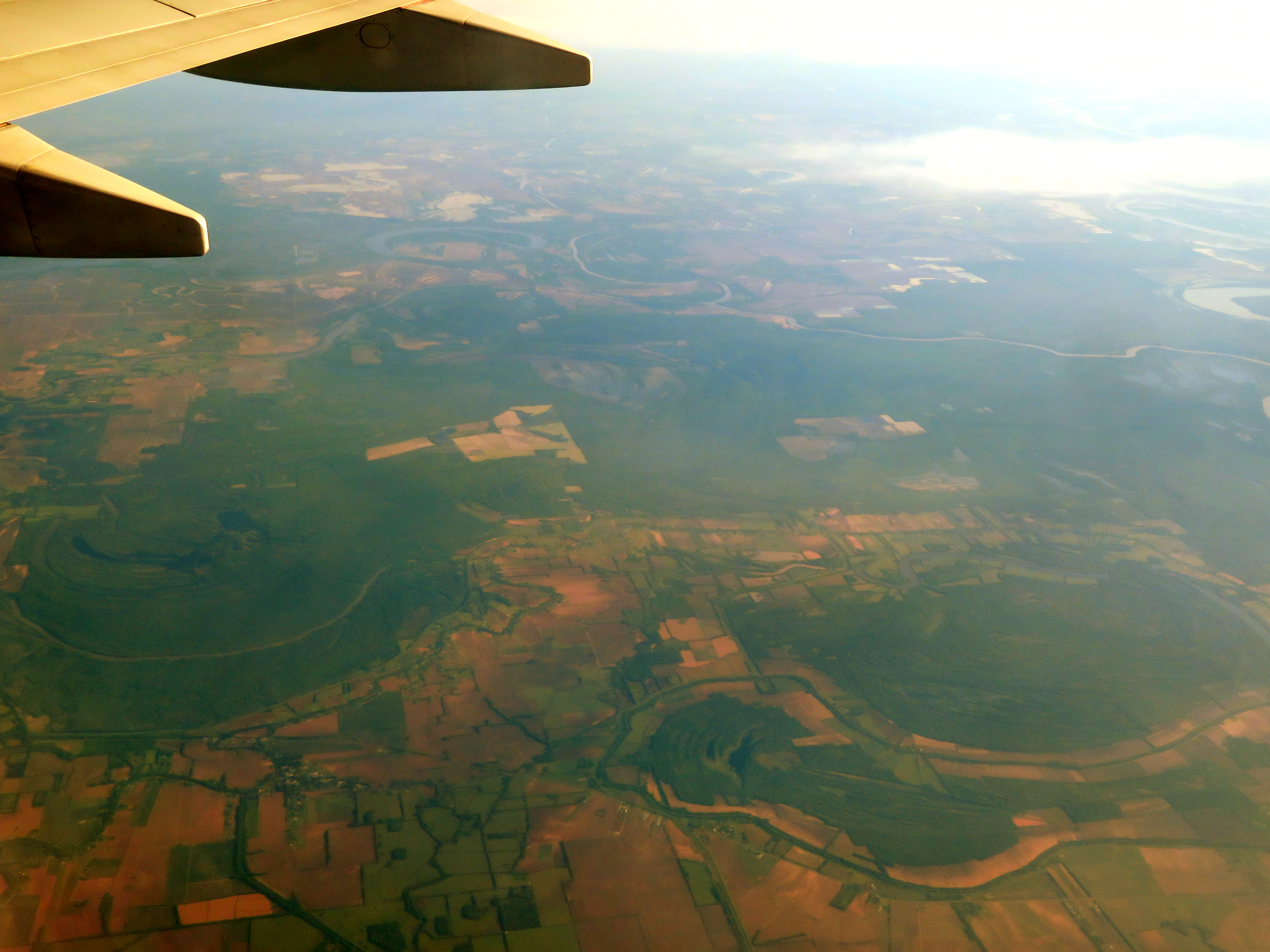
Zone de gestion de la faune de Pomme de Terre (2021)

La zone de gestion de la faune de Pomme de Terre (ZGF de Pomme de Terre) également appelée en anglais : Pomme de Terre Wildlife Management Area (Pomme de Terre WMA) est une zone protégée située dans la paroisse des Avoyelles, en Louisiane, Etats-Unis. 
Elle s'étend sur 6434 acres et son administration responsable est le Département de la Faune et des Pêches de Louisiane (LDWF).

## Situation
Pomme de Terre WMA est située au nord de LA 1, Simmesport et des communautés de Red Fish et Yellow Bayou (site de la bataille de Yellow Bayou, avec accès depuis LA 451 via Hambourg. 
La 451 forme un demi-cercle autour des côtés sud, est et nord de la WMA avec la route Pete Laborde allant du nord au sud du côté ouest.

### Zones protégées
La zone du centre-sud-est de la Louisiane de Simmesport, délimitée par LA 1 et LA 114 jusqu'à Alexandria, LA 28 / US 84 jusqu'à Ferriday et au sud le long du fleuve Mississippi contient la ZGF Pomme de Terre (6 434 acres), la Spring Bayou Wildlife Management Area (12 506 acres), la Grand Cote National Wildlife Refuge (6 077 acres), la Dewey W. Wills Wildlife Management Area (63 901 acres), le Refuge faunique national du Bayou Cocodrie (13 200 acres), la Richard K. Yancey Wildlife Management Area (69 806 acres) et la Lake Ophelia National Wildlife Refuge (25 000 acres) et totalise 196 922 acres de terres protégées. 

## Description
La «WMA Pomme de Terre» comprend environ 60 % d'eaux libres et de zones marécageuses contenant notamment de la jacinthe d'eau, de la lentille d'eau, du lotus (les noix sont comestibles et les Cajuns les appellent « graine à voler »), de l'herbe coupée et du céphalanthe. 
Les crêtes sont couvertes de «cyprès chauves» et le couvert forestier est constitué de chênes de Nuttall et de chênes à feuilles caduques dispersés. 
On y trouve également le micocoulier, le robinier, l'orme, le frêne, l'érable et le liquidambar. Le saule est prédominant dans les zones basses. L'érable à Giguère et le sycomore sont également courants. Le sous-étage est constitué d' aubépines, de houx caducs, de cornouillers, de sureaux et de semis du couvert forestier. D'autres plantes du sous-bois comprennent l'herbe à puce, la vigne poivrée, la smilax et la ronce.

## Restauration
En 1989, le LDWF a mis en œuvre un projet de restauration en coopération avec Ducks Unlimited, Inc. 
L'entreprise établit deux unités, exploitables indépendamment et impactant 1200 acres, utilisant des déversoirs en béton et des ponceaux fermés pour contrôler le débit d'eau et améliorer l'hydrologie dans les zones humides boisées.